# Patron (pies)
Patron (ukr. Патрон) – pies rasy Jack Russell terrier wykonujący zadania dla Państwowej Służby Ukrainy ds. Sytuacji Nadzwyczajnych. Zdobył międzynarodową sławę dzięki swoim działaniom w zakresie wykrywania min lądowych podczas inwazji Rosji na Ukrainę.

## Życiorys
Urodził się w 2019 roku. Waży około 4 kilogramów, co oznacza, że jego masa ciała jest zbyt mała, aby wywołać detonację większości min przeciwpiechotnych.
W 2020 roku szef grupy pirotechnicznej Państwowej Służby Ukrainy ds. Sytuacji Nadzwyczajnych w rejonie Czernihowa Mychajło Iljew kupił od kolegi psa i podarował go synowi. Początkowo chcieli nadać mu imię Pulja (pol. kula, pocisk), ale uznali to za nieodpowiednie. Gdy miał 6 miesięcy, kynolodzy rozpoczęli pracę z Patronem. Wykazał on umiejętności psa poszukiwawczego, kiedy opiekun zabrał go ze sobą do pracy, po czym zaczął być szkolony w rozpoznawaniu materiałów wybuchowych po zapachu. Nie był zakupiony z zamierzeniem szkolenia na psa-sapera – początkowo opiekunowie planowali, że będzie psem wystawowym.
Krótko przed rozpoczęciem rosyjskiej inwazji na Ukrainę Patron miał zostać wysłany do Strefy ATO jako pies-ochotnik, ale wraz z wybuchem wojny zaczął brać udział w rozminowywaniu terytoriów przejściowo zajętych przez rosyjskie wojska w rejonie Czernihowa. Według Kancelarii Prezydenta Ukrainy do 8 maja 2022 roku Patron pomógł wykryć 236 urządzeń wybuchowych.
Pierwsze publikacje na jego temat ukazały się 15 marca 2022 roku. Patron ma własne konto na Instagramie (do 13 maja 2022 r. liczba subskrybentów przekroczyła 244 tys.) i Twitterze (do 9 maja 2022 r. liczba subskrybentów przekroczyła 13 tys.), a filmy z jego udziałem publikowane są na oficjalnych profilach ukraińskich organów państwowych na portalach społecznościowych, zdobywając setki tysięcy wyświetleń. Na Twitterze pojawiła się także parodia konta „Pan Pies Patron”, której autorzy publikują dowcipy na temat Patrona i wymyślają ironiczne podpisy pod jego zdjęciami.
Nazywany jest talizmanem oddziału saperów zajmujących się rozminowywaniem terenów w obwodzie czernihowskim, uosobieniem ukraińskiego patriotyzmu i sprzeciwu wobec Rosji, bohaterem narodowym oraz najsłynniejszym psem Ukrainy. Został przedstawiony w swojej charakterystycznej kamizelce z emblematem Państwowej Służby Ukrainy ds. Sytuacji Nadzwyczajnych w dziesiątkach dzieł sztuki, w tym malowidłach na muralach w Równem i Połtawie, a także w serii filmów opisujących zasady postępowania podczas wykrywania obiektów wybuchowych. Rozpoczęła się produkcja i sprzedaż różnych towarów z jego wizerunkiem.
5 maja 2022 roku Ministerstwo Spraw Wewnętrznych Ukrainy ogłosiło utworzenie Międzynarodowego Centrum Koordynacji ds. Rozminowania, którego oficjalną maskotką został Patron. 8 maja prezydent Ukrainy Wołodymyr Zełenski przyznał Patronowi Medal „Za nienaganną służbę”, a jego opiekunowi Mychajło Iljewowi Order „Za odwagę” III stopnia.
Zauważa się, że wzrost popularności Patrona może być częścią strategii informacyjnej Ukrainy podczas rosyjskiej inwazji, w tym wykorzystywania „viralowych” filmów wideo z dramatycznymi historiami do tworzenia pożądanej narracji o wojnie, a jego odznaczenie pomogło zwrócić większą uwagę na problem rozminowywania ukraińskiej ziemi po rosyjskiej okupacji.